# Янковський Владислав Янович
Владислав Янович Янковський — Заслужений артист Росії, концертмейстер групи кларнетів симфонічного оркестру Новосибірської філармонії.

## Життєпис
Народився в м. Бердичеві Житомирської області, в 1952 році. З 1967—1971 рік навчався в Житомирському музичному училищі ім. В. С. Косенка по класу кларнета у Мостового І. М. B1971 р. поступив до Ленінградської консерваторії ім. Римского-Корсакова, де навчався на кларнеті у класі професора Суханова. Під час навчання в консерваторії, працював в оркестрі оперної студії.
Після консерваторії працює в Новосибірській консерваторії як викладач. В 1978 р. Закінчив аспірантуру Ленінградської консерваторії за фахом «кларнет» (клас професора П. Суханова). З 1977 р. соліст Академічного симфонічного оркестру Новосибірської державної філармонії, концертмейстер групи кларнетів. Веде активну концертну діяльність. Виступає з сольними програмами а також і в складі ансамблів. Неодноазово грав із симфонічними оркестрами Новосибірської, Омськой, Томськой, Барнаульскої і Свердловської філармоній під керівництвом А. М. Каца, Е. Шестакова, П. Ядих, В. Гергієва, М. Янсонса і А. Янсонса.
В 1987 р відзначений званням «Заслужений артист Росії». З 1976 по 1999 г. працював в НДК ім. М. І. Глінки. З 1990 р. веде клас кларнета і ансамблю в ССМШ-ліцеї при НДК ім. М.І Глінки. Його учнів відрізняє високий рівень виконавської майстерності: серед них — лауреати Регіональних і Російських конкурсів Д. Акашин, И. Заболоцький, М. Волгін, Д. Янковський, Д. Краєв, лауреат Всеросійського і Міжнародного конкурсів С. Янковський. В 1999 р. В. Я. Янковський був відзначений спеціальним дипломом журі Міжнародного музичного фестивалю молодих виконавців на дерев'яних духових інструментах за підготовку квартета в складі М. Журавльова, Д. Янковського, В. Чернички і Д. Четверикова, а в 2001 г. — диплома журі II Всеросійського відкритого конкурсу-фестивалю камерних ансамблів «Сизрань-2001» за підготовку дуету у складі Д. Янковського і Т. Чернички. Понад 60 випускників В. Я. Янковського ведуть активну концертну діяльність як солісти, а також у симфонічних оркестрах різних міст Росії.
З 1996 г. В. Я. Янковський є головним диригентом Новосибірського молодіжного симфонічного оркестру фонду «Юні здібності Сибіру». Під його керівництвом у виконанні оркестру прозвучали такі твори, як Дев'ята симфонія Шостаковича, увертюра-фантазія Чайковського «Ромео и Джульєта», концерти для фортепіано Моцарта і Гріга, оркестрові твори Мусорського, Шостаковича, Бізе, Мендельсона та інш..
В. Я. Янковський — учасник оргкомітета і член журі міжнародного музичного фестивалю молодих виконавців на дерев'яних духових інструментах (Новосибірск, 1999 р., 2002 р.).